# Ammaedara
Ammaedara és el nom d'un jaciment arqueològic tunisià a la rodalia de la vila de Bou Chebka, delegació de Foussana, governació de Kasserine. És un dels jaciments arqueològics més importants de Tunísia, i es troba a la frontera amb Algèria, a la gran via romana de penetració des de Cartago, passant per Thélepte en direcció a Tebessa
Va ser fundada al segle i aC, i és una de les ciutats romanes més antigues d'Àfrica. Era la seu de la Legió III Augusta des del govern d'August, fins que va ser traslladada per raons estratègiques a Tebessa, a Algèria), a 40 quilòmetres al sud-oest, durant l'època de Vespasià. Els veterans es van establir llavors a Ammaedara, que va rebre l'estatus de colònia (Colònia Flavia Augusta Emerita Ammaedara) l'any 75. La creació d'una colònia en aquesta part de la província romana d'Àfrica va permetre el control de les carreteres que passaven sobre els terrenys de viatge dels musulamis.
La ciutat forma part del conjunt arqueològic d'Haïdra, una ciutat situada poc més al nord.